# Jombang (ort i Indonesien)
Jombang (indonesiska: Kabupaten Jombang) är en ort i Indonesien.   Den ligger i provinsen Jawa Timur, i den västra delen av landet, 600 km öster om huvudstaden Jakarta. Jombang ligger 43 meter över havet och antalet invånare är 126 465.
Terrängen runt Jombang är platt. Runt Jombang är det mycket tätbefolkat, med 2 103 invånare per kvadratkilometer. Jombang är det största samhället i trakten. Trakten runt Jombang består till största delen av jordbruksmark.